# Havířov-Suchá
Havířov-Suchá – przystanek kolejowy w Hawierzowie (dzielnica Sucha Średnia), w kraju morawsko-śląskim, w Czechach. Przystanek znajduje się na wysokości 275 m n.p.m. i leży na linii kolejowej nr 321.
Przystanek powstał w roku 1961 podczas przebudowy linii kolejowej nr 321. Posiada dwie krawędzie peronowe, a na obu peronach usytuowane są wiaty - w jednej z nich czynna kasa biletowa (ta została wyremontowana). Zapewniono dostęp do obydwu peronów dla osób poruszających się na wózkach inwalidzkich.